# 艾曼诺·沃尔夫-费拉里
艾曼诺·沃尔夫-费拉里（義大利語：Ermanno Wolf-Ferrari；1876年1月12日—1948年1月21日），意大利作曲家。其父为德国人，母为意大利人，原名Ermanno Wolf，后在姓氏后加上母亲的原姓Ferrari。曾到慕尼黑师从赖因贝格尔学作曲，回国后结识了威尔第，并开始创作喜歌剧。一战后他先后移居瑞士和奥地利，晚年回国居住。沃尔夫-费拉里是20世纪初意大利重要的歌剧作曲家，他的歌剧旋律优美动人，情节富有浪漫主义色彩。另外他还写有一些管弦乐和室内乐作品，其中以小提琴协奏曲较为著名。

## 外部連結
- 艾曼诺·沃尔夫-费拉里的免费乐谱，由国际乐谱典藏计划提供